# Steve DeVries
Steve DeVries (Cincinnati, 8 dicembre 1964) è un ex tennista statunitense.

## Carriera
In carriera ha vinto 4 titoli di doppio. Nei tornei del Grande Slam ha ottenuto il suo miglior risultato agli US Open raggiungendo i quarti di finale di doppio nel 1991 e di doppio misto nel 1992.

## Statistiche

### Doppio

#### Vittorie (4)
| Numero | Anno           | Torneo                                                                   | Superficie  | Compagno         | Avversari in finale            | Punteggio     |
| 1.     | 16 marzo 1992  | Newsweek Champions Cup and the Matrix Essentials Evert Cup, Indian Wells | Cemento     | David Macpherson | Kent Kinnear Sven Salumaa      | 4–6, 6–3, 6–3 |
| 2.     | 3 maggio 1992  | Verizon Tennis Challenge, Atlanta                                        | Terra verde | David Macpherson | Dave Randall Mark Keil         | 6-3, 6-3      |
| 3.     | 11 maggio 1992 | U.S. Men's Clay Court Championships, Charlotte                           | Terra rossa | David Macpherson | Bret Garnett Jared Palmer      | 6-4, 7-6      |
| 4.     | 4 ottobre 1992 | Brisbane International, Brisbane                                         | Cemento     | David Macpherson | Patrick McEnroe Jonathan Stark | 6-4, 6-4      |

### Doppio

#### Finali perse (5)
| Numero | Anno             | Torneo                                      | Superficie | Compagno         | Avversari in finale             | Punteggio |
| 1.     | 3 marzo 1991     | ABN AMRO World Tennis Tournament, Rotterdam | Sintetico  | David Macpherson | Patrick Galbraith Anders Järryd | 6-7, 2-6  |
| 2.     | 21 ottobre 1991  | Grand Prix de Tennis de Lyon, Lione         | Sintetico  | David Macpherson | Tom Nijssen Cyril Suk           | 6-7, 3-6  |
| 3.     | 1º novembre 1992 | Stockholm Open, Stoccolma                   | Sintetico  | David Macpherson | Todd Woodbridge Mark Woodforde  | 3-6, 4-6  |
| 4.     | 21 febbraio 1993 | Eurocard Open, Stoccarda                    | Sintetico  | David Macpherson | Mark Kratzmann Wally Masur      | 3-6, 6-7  |
| 5.     | 23 agosto 1993   | ATP Volvo International, New Haven          | Cemento    | David Macpherson | Cyril Suk Daniel Vacek          | 5-7, 4-6  |